# Монте-Абраан
Монте-Абраан (порт. Monte Abraão) — город и район в Португалии, входит в округ Лиссабон. Является составной частью муниципалитета Синтра. Находится в составе крупной городской агломерации Большой Лиссабон. По старому административному делению входил в провинцию Эштремадура. Входит в экономико-статистический субрегион Большой Лиссабон, который входит в Лиссабонский регион. Население составляет 20 809 человек на 2011 год. Занимает площадь 1,89 км².
Покровителем района считается Дева Мария (порт. Nossa Senhora da Fé).